# Никлус, Март
Март Олав Никлус (эст. Mart Olav Niklus, род. 22 сентября 1934, Тарту) — эстонский правозащитник и политзаключённый СССР, иностранный член Украинской Хельсинкской Группы с 1982.

## Жизнеописание
Родился в семье учителей, происходивших из округа Отепя. Его родителями были Юлиус Никлус (1905—1981) и Эльфриде Никлус (урожденная Пывват) (1908—1996). В 1952 году окончил Тартускую 1-ю среднюю школу, а в 1957 году — биологический факультет Тартуского университета, специализировался в орнитологии.
Массовые депортации эстонцев 1948—1949 годах, которые организовала советская администрация, стали почвой для начала сознательного сопротивления Марта Никлуса. Сначала это имело черты культурной фронды — Никлус вместе со студентом Велло Пяллином фотографировал старые разрушающиеся дома, а также установки для глушения иностранных радиостанций. Они передавали эти фотографии за границу для публикации. Тогда же он передал в эстонской редакции радиостанции «Голос Америки» обличительное письмо против «советской действительности».

### Аресты и сроки
21 августа 1958 года Никлус был арестован, позже арестовали и В. Пяллина. 15 января 1959 — Верховный Суд Эстонской ССР приговорил Никлуса по статьям 58-4 («помощь международной буржуазии») и 58-10 УК РСФСР к 10 годам лишения свободы и 3 годам ссылки; его соучастник получил 4 года. Срок отбывал в политических лагерях Мордовской АССР и Владимирской тюрьме.
В 1966 году Верховный Суд ЭССР сократил срок приговора до 7 лет, а 30 июля его освободили.
Вернулся в Тарту. В работе по специальности ему было отказано. В 1966—1971 годах работал шофёром, диспетчером автопарка, органистом в лютеранской церкви. С 1968 года преподавал английский, французский и немецкий на курсах иностранных языков.
Продолжал участвовать в движении сопротивления. Был хорошо знаком с московскими диссидентами, прежде всего, с Натальей Горбаневской, которая часто приезжала в Тарту, а также с Татьяной Великановой, Мальвой Ландой. Передавал информацию о событиях в Эстонии и национальном самиздате для «Хроники текущих событий».
Перевел на эстонский язык Всеобщую декларацию прав человека ООН. В 1974 году написал краткие воспоминания о своем деле («Автобиография»), которые распространялись через самиздат.
Выступил в защиту Александра Гинзбурга, Юрия Орлова (начало 1977), Виктораса Пяткуса (14 и 20 ноября 1977), Глеба Якунина, Антанаса Терляцкаса (ноябрь 1979).
В 1977—1980 годах подписал ряд коллективных обращений: «Балтийский меморандум» (23 августа 1979) (Никлус был одним из составителей этого обращения. Его текст был составлен в августе 1979 года в его доме), Петицию против вторжения советских войск в Афганистан (17 января 1980), обращение в Международный олимпийский комитет (28 января 1980), против высылки в Горький академика Андрея Сахарова (3 февраля 1980).
Больше контактировал с литовскими диссидентами, написал несколько работ о них:
- «Процесс в Вильнюсе глазами эстонца» (август 1978, о деле Виктораса Пяткуса),
- «Вильнюс и вильнюсцы глазами диссидента» — о литовских диссидентах, в форме путевых заметок (осень 1979).

Постоянно подвергался преследованиям со стороны КГБ СССР (октябрь 1976, март 1980). В 1979 году Никлуса уволили с работы, а в 1980 году — снова арестовали. Ознакомившись с обвинительным заключением, написал «Рецензию на судопроизводство» с описанием допущенных правонарушений.
8 января 1981 году Верховный Суд ЭССР приговорил Никлуса по ст. 68 ч. 2 УК ЭССР (соответствует ст. 70 ч. 2 УК РСФСР и ст. 62 ч. 2 УК УССР) к 10 годам лишения свободы в колонии особого режима и 5 годам ссылки; признан особо опасным рецидивистом. Виновным себя не признал, заявил об отказе от участия в процессе. Вместе с ним был осуждён Юри Кукк.
Заключение отбывал в лагере ВС-389/36 в пос. Кучино Чусовского района Пермской области. Участвовал в голодовке и акциях протеста, подписывал индивидуальные и коллективные письма протеста. Находясь в заключении в Кучино вместе с членами Украинской Хельсинкской группы, в частности, Василием Стусом, Левко Лукьяненко, вступил в неё как иностранный член вместе с литовцем В. Пяткусом в критическое для группы время, чтобы поддержать её. Его постоянно подвергали наказаниям. 8 апреля 1982 наказан годом «одиночного заключения». В 1983 году его на 3 года перевели на тюремный режим в Чистопольскую тюрьму.
В 1986 году возвращён в Кучино, а в 1987 году его перевели в лагерь ВС-389/35 на ст. Всехсвятская.
В июне-июле 1988 года в Эстонии прошли массовые акции протеста (митинги, голодовки, пикеты) с требованиями освобождения эстонских политзаключенных, в том числе Никлуса. В начале июля его освободили. В 1990 году Никлус был полностью реабилитирован.

### Государственный деятель
Принимал активное участие в восстановлении независимости Эстонии. Почётный член Эстонской Группы за обнародование пакта Молотова — Риббентропа. Депутат Конгресса Эстонии и Комитета граждан Эстонии (1990—1992).
В 1992—1995 годах депутат Рийгикогу (парламента) Эстонии. Во время его каденции безуспешно добивался принятия жёсткого закона «О люстрации». С тех пор остро критикует политическую элиту Эстонии, указывает на большое количество бывших работников КГБ СССР в высших органах власти Эстонии. Также выступал против вступления Эстонии в ЕС и НАТО, введение общеевропейской валюты евро.
Член эстонских и международных общественных организаций: Эстонского общества естествоиспытателей, Эстонского орнитологического общества, Эстонской союза бывших политических заключенных, Эстонского Союза защиты, Международного Общества прав человека, Международной Ассоциации советских политических заключенных).
В 1990—1992 годах был президентом Эстонского фонда защиты природы.
Проживает в Тарту, пенсионер. Не женат.

## Награды
- Никлус был награжден наградой Балтийской Американской Лиги Свободы (1988), эстонским орденом Государственного герба II степени (1996)[1] — за вклад в освобождение Эстонии, литовским орденом Великого князя Гедиминаса III степени (1999), эстонским орденом Белой звезды II степени (2006)[2] и другими наградами.
- Орден «За мужество» I степени (8 ноября 2006 года, Украина)— «за гражданское мужество, самоотверженность в борьбе за утверждение идеалов свободы и демократии и по случаю 30-й годовщины создания Украинской Общественной группы содействия выполнению Хельсинкских соглашений»[3].